# Unione Calcio Sampdoria 1959-1960
Questa voce raccoglie le informazioni riguardanti l'Unione Calcio Sampdoria nelle competizioni ufficiali della stagione 1959-1960.

## Rosa
| N. |                    | Ruolo | Calciatore           |
| -- | ------------------ | ----- | -------------------- |
|    | Italia (bandiera)  | P     | Ugo Rosin            |
|    | Italia (bandiera)  | P     | Ezio Bardelli        |
|    | Italia (bandiera)  | P     | Franco Mencacci      |
|    | Italia (bandiera)  | D     | Guido Vincenzi       |
|    | Italia (bandiera)  | D     | Gaudenzio Bernasconi |
|    | Italia (bandiera)  | D     | Glauco Tomasin       |
|    | Italia (bandiera)  | D     | Gaetano Vergazzola   |
|    | Italia (bandiera)  | C     | Azeglio Vicini       |
|    | Italia (bandiera)  | C     | Mario Bergamaschi    |
|    | Austria (bandiera) | C     | Ernst Ocwirk         |
|    | Italia (bandiera)  | C     | Paolo Marocchi       |

| N. |                      | Ruolo | Calciatore          |
| -- | -------------------- | ----- | ------------------- |
|    | Italia (bandiera)    | C     | Giovanni Delfino    |
|    | Italia (bandiera)    | C     | Mauro De Grassi     |
|    | Argentina (bandiera) | A     | Ernesto Cucchiaroni |
|    | Svezia (bandiera)    | A     | Lennart Skoglund    |
|    | Italia (bandiera)    | A     | Bruno Mora          |
|    | Italia (bandiera)    | A     | Luigi Toschi        |
|    | Italia (bandiera)    | A     | Aurelio Milani      |
|    | Italia (bandiera)    | A     | Giuseppe Recagno    |
|    | Italia (bandiera)    | A     | Giovanni Bolzoni    |
|    | Italia (bandiera)    | A     | Giovanni Grabesu    |

## Risultati

### Serie A

#### Girone di andata
| 20 settembre 1959 1ª giornata | Sampdoria | 4 – 0 | Atalanta |  |

| 27 settembre 1959 2ª giornata | Palermo | 2 – 1 | Sampdoria |  |

| 4 ottobre 1959 3ª giornata | Sampdoria | 1 – 0 | Bari |  |

| 11 ottobre 1959 4ª giornata | Sampdoria | 0 – 0 | Inter |  |

| 18 ottobre 1959 5ª giornata | Udinese | 1 – 1 | Sampdoria |  |

| 25 ottobre 1959 6ª giornata | Alessandria | 2 – 2 | Sampdoria |  |

| 8 novembre 1959 7ª giornata | Sampdoria | 1 – 1 | Padova |  |

| 15 novembre 1959 8ª giornata | Genoa | 1 – 2 | Sampdoria |  |

| 22 novembre 1959 9ª giornata | Sampdoria | 1 – 0 | Bologna |  |

| 6 dicembre 1959 10ª giornata | Lazio | 3 – 1 | Sampdoria |  |

| 13 dicembre 1959 11ª giornata | Sampdoria | 0 – 2 | SPAL |  |

| 20 dicembre 1959 12ª giornata | Milan | 4 – 0 | Sampdoria |  |

| 27 dicembre 1959 13ª giornata | Sampdoria | 0 – 2 | Napoli |  |

| 10 gennaio 1960 14ª giornata | Fiorentina | 4 – 0 | Sampdoria |  |

| 17 gennaio 1960 15ª giornata | Sampdoria | 3 – 0 | Roma |  |

| 24 gennaio 1960 16ª giornata | Sampdoria | 0 – 2 | Juventus |  |

| 31 gennaio 1960 17ª giornata | Lanerossi Vicenza | 2 – 0 | Sampdoria |  |

#### Girone di ritorno
| 7 febbraio 1960 18ª giornata | Atalanta | 0 – 0 | Sampdoria |  |

| 14 febbraio 1960 19ª giornata | Sampdoria | 0 – 0 | Palermo |  |

| 21 febbraio 1960 20ª giornata | Bari | 1 – 1 | Sampdoria |  |

| 28 febbraio 1960 21ª giornata | Inter | 0 – 0 | Sampdoria |  |

| 6 marzo 1960 22ª giornata | Sampdoria | 3 – 1 | Udinese |  |

| 20 marzo 1960 23ª giornata | Sampdoria | 0 – 0 | Alessandria |  |

| 27 marzo 1960 24ª giornata | Padova | 4 – 1 | Sampdoria |  |

| 3 aprile 1960 25ª giornata | Sampdoria | 3 – 0 | Genoa |  |

| 10 aprile 1960 26ª giornata | Bologna | 0 – 1 | Sampdoria |  |

| 17 aprile 1960 27ª giornata | Sampdoria | 4 – 0 | Lazio |  |

| 24 aprile 1960 28ª giornata | SPAL | 1 – 1 | Sampdoria |  |

| 1 maggio 1960 29ª giornata | Sampdoria | 2 – 1 | Milan |  |

| 8 maggio 1960 30ª giornata | Napoli | 1 – 1 | Sampdoria |  |

| 15 maggio 1960 31ª giornata | Sampdoria | 2 – 1 | Fiorentina |  |

| 22 maggio 1960 32ª giornata | Roma | 6 – 1 | Sampdoria |  |

| 29 maggio 1960 33ª giornata | Juventus | 2 – 2 | Sampdoria |  |

| 5 giugno 1960 34ª giornata | Sampdoria | 2 – 2 | Lanerossi Vicenza |  |

## Statistiche

### Statistiche di squadra
| Competizione | Punti | In casa | In casa | In casa | In casa | In casa | In casa | In trasferta | In trasferta | In trasferta | In trasferta | In trasferta | In trasferta | Totale | Totale | Totale | Totale | Totale | Totale | DR |
| Competizione | Punti | G       | V       | N       | P       | Gf      | Gs      | G            | V            | N            | P            | Gf           | Gs           | G      | V      | N      | P      | Gf     | Gs     | DR |
| ------------ | ----- | ------- | ------- | ------- | ------- | ------- | ------- | ------------ | ------------ | ------------ | ------------ | ------------ | ------------ | ------ | ------ | ------ | ------ | ------ | ------ | -- |
| Serie A      | 35    | 17      | 9       | 5       | 3       | 26      | 12      | 17           | 2            | 8            | 7            | 15           | 34           | 34     | 11     | 13     | 10     | 41     | 46     | -5 |
| Coppa Italia |       | 1       | 1       | 0       | 0       | 1       | 0       | 2            | 1            | 0            | 1            | 6            | 5            | 3      | 2      | 0      | 1      | 7      | 5      | +2 |
| Totale       |       | 18      | 10      | 5       | 3       | 27      | 12      | 19           | 3            | 8            | 8            | 21           | 39           | 37     | 13     | 13     | 11     | 48     | 51     | -3 |

### Statistiche dei giocatori
| Giocatore      | Serie A  | Serie A | Coppa Italia | Coppa Italia | Totale   | Totale |
| Giocatore      | Presenze | Reti    | Presenze     | Reti         | Presenze | Reti   |
| -------------- | -------- | ------- | ------------ | ------------ | -------- | ------ |
| E. Bardelli    | 14       | -18     | 3            | -5           | 17       | -23    |
| M. Bergamaschi | 30       | 0       | 3            | 0            | 33       | 0      |
| G. Bernasconi  | 23       | 0       | 2            | 0            | 25       | 0      |
| G. Bolzoni     | 4        | 1       | 1            | 0            | 5        | 1      |
| E. Cucchiaroni | 32       | 10      | 2            | 0            | 34       | 10     |
| M. De Grassi   | 4        | 0       | -            | -            | 4        | 0      |
| G. Delfino     | 14       | 0       | 1            | 0            | 15       | 0      |
| G. Grabesu     | 1        | 0       | -            | -            | 1        | 0      |
| P. Marocchi    | 28       | 0       | 1            | 0            | 29       | 0      |
| F. Mencacci    | 2        | -2      | -            | -            | 2        | -2     |
| A. Milani      | 10       | 1       | 3            | 2            | 13       | 3      |
| B. Mora        | 31       | 7       | 3            | 2            | 34       | 9      |
| E. Ocwirk      | 30       | 7       | 3            | 0            | 33       | 7      |
| G. Recagno     | 6        | 2       | 1            | 0            | 7        | 2      |
| U. Rosin       | 18       | -26     | -            | -            | 18       | -26    |
| L. Skoglund    | 32       | 7       | 3            | 3            | 35       | 10     |
| G. Tomasin     | 13       | 0       | 2            | 0            | 15       | 0      |
| L. Toschi      | 20       | 5       | -            | -            | 20       | 5      |
| G. Vergazzola  | 1        | 0       | -            | -            | 1        | 0      |
| A. Vicini      | 32       | 1       | 3            | 0            | 35       | 1      |
| G. Vincenzi    | 29       | 0       | 3            | 0            | 32       | 0      |